# 336.
◄ | 3. stoljeće | 4. stoljeće | 5. stoljeće | ►
◄ | 300-ih | 310-ih | 320-ih | 330-ih | 340-ih | 350-ih | 360-ih | ►
◄◄ | ◄ | 333. | 334. | 335. | 336. | 337. | 338. | 339. | ► | ►►
Astronomija • Književnost • Kršćanstvo

## Smrti
- 7. listopada – papa Marko
- ? - svećenik Arije

## Vanjske poveznice
|  | Zajednički poslužitelj ima još gradiva o temi 336. |